# Phyllanthus
Phyllanthus är ett växtsläkte i familjen emblikaväxter.
Catalogue of Life listar följande 1001 arter i släktet:

- Phyllanthus abditus
- Phyllanthus abnormis
- Phyllanthus acacioides
- Phyllanthus acidus
- Phyllanthus acinacifolius
- Phyllanthus actephilifolius
- Phyllanthus acuminatus
- Phyllanthus acutifolius
- Phyllanthus acutissimus
- Phyllanthus adenodiscus
- Phyllanthus adianthoides
- Phyllanthus aeneus
- Phyllanthus affinis
- Phyllanthus ajmerianus
- Phyllanthus albidiscus
- Phyllanthus albizzioides
- Phyllanthus albus
- Phyllanthus allemii
- Phyllanthus almadensis
- Phyllanthus alpestris
- Phyllanthus amarus
- Phyllanthus ambatovolanus
- Phyllanthus amentuliger
- Phyllanthus amicorum
- Phyllanthus amieuensis
- Phyllanthus amnicola
- Phyllanthus ampandrandavae
- Phyllanthus anabaptizatus
- Phyllanthus analamerae
- Phyllanthus anamalayanus
- Phyllanthus andalangiensis
- Phyllanthus andamanicobaricus
- Phyllanthus andamanicus
- Phyllanthus anderssonii
- Phyllanthus andranovatensis
- Phyllanthus anfractuosus
- Phyllanthus angkorensis
- Phyllanthus angolensis
- Phyllanthus angustatus
- Phyllanthus angustifolius
- Phyllanthus angustissimus
- Phyllanthus anisolobus
- Phyllanthus anisophyllioides
- Phyllanthus ankarana
- Phyllanthus ankaratrae
- Phyllanthus anthopotamicus
- Phyllanthus aoraiensis
- Phyllanthus aoupinieensis
- Phyllanthus aphanostylus
- Phyllanthus apiculatus
- Phyllanthus arachnodes
- Phyllanthus arbuscula
- Phyllanthus archboldianus
- Phyllanthus ardisianthus
- Phyllanthus arenarius
- Phyllanthus arenicola
- Phyllanthus argyi
- Phyllanthus aridus
- Phyllanthus armstrongii
- Phyllanthus arnhemicus
- Phyllanthus artensis
- Phyllanthus arvensis
- Phyllanthus aspersus
- Phyllanthus asperulatus
- Phyllanthus assamicus
- Phyllanthus atabapoensis
- Phyllanthus atalaiensis
- Phyllanthus atalotrichus
- Phyllanthus atrovirens
- Phyllanthus attenuatus
- Phyllanthus augustini
- Phyllanthus australis
- Phyllanthus austroparensis
- Phyllanthus avanguiensis
- Phyllanthus avicularis
- Phyllanthus awaensis
- Phyllanthus axillaris
- Phyllanthus baeckeoides
- Phyllanthus baeobotryoides
- Phyllanthus bahiensis
- Phyllanthus baillonianus
- Phyllanthus baladensis
- Phyllanthus balansae
- Phyllanthus balansaeanus
- Phyllanthus balgooyi
- Phyllanthus bancilhonae
- Phyllanthus baraouaensis
- Phyllanthus barbarae
- Phyllanthus bathianus
- Phyllanthus beddomei
- Phyllanthus benguelensis
- Phyllanthus benguetensis
- Phyllanthus bequaertii
- Phyllanthus bernardii
- Phyllanthus bernerianus
- Phyllanthus berteroanus
- Phyllanthus betsileanus
- Phyllanthus biantherifer
- Phyllanthus bicolor
- Phyllanthus biflorus
- Phyllanthus billardierei
- Phyllanthus binhii
- Phyllanthus birmanicus
- Phyllanthus blanchetianus
- Phyllanthus blancoanus
- Phyllanthus bodinieri
- Phyllanthus boehmii
- Phyllanthus boguenensis
- Phyllanthus bojerianus
- Phyllanthus bolivarensis
- Phyllanthus bolivianus
- Phyllanthus bonnardii
- Phyllanthus borenensis
- Phyllanthus borjaensis
- Phyllanthus borneensis
- Phyllanthus botryanthus
- Phyllanthus bourdillonii
- Phyllanthus bourgeoisii
- Phyllanthus brachyphyllus
- Phyllanthus bracteatus
- Phyllanthus brandegeei
- Phyllanthus brasiliensis
- Phyllanthus brassii
- Phyllanthus brevipes
- Phyllanthus breynioides
- Phyllanthus brothersonii
- Phyllanthus brunnescens
- Phyllanthus brynaertii
- Phyllanthus buchii
- Phyllanthus bupleuroides
- Phyllanthus burundiensis
- Phyllanthus buxifolius
- Phyllanthus buxoides
- Phyllanthus cacuminum
- Phyllanthus caesiifolius
- Phyllanthus caesius
- Phyllanthus caespitosus
- Phyllanthus calcicola
- Phyllanthus calciphilus
- Phyllanthus caledonicus
- Phyllanthus caligatus
- Phyllanthus callejasii
- Phyllanthus callidiscus
- Phyllanthus calocarpus
- Phyllanthus calycinus
- Phyllanthus camerunensis
- Phyllanthus candolleanus
- Phyllanthus caparaoensis
- Phyllanthus caraculiensis
- Phyllanthus caribaeus
- Phyllanthus carinatus
- Phyllanthus carlottae
- Phyllanthus carnosulus
- Phyllanthus caroliniensis
- Phyllanthus carpentariae
- Phyllanthus carrenoi
- Phyllanthus carunculatus
- Phyllanthus carvalhoi
- Phyllanthus casearioides
- Phyllanthus cassioides
- Phyllanthus casticum
- Phyllanthus castus
- Phyllanthus caudatifolius
- Phyllanthus caudatus
- Phyllanthus cauliflorus
- Phyllanthus cauticola
- Phyllanthus caymanensis
- Phyllanthus cedrelifolius
- Phyllanthus celastroides
- Phyllanthus celebicus
- Phyllanthus ceratostemon
- Phyllanthus chacoensis
- Phyllanthus chamaecerasus
- Phyllanthus chamaecristoides
- Phyllanthus chamaepeuce
- Phyllanthus chandrabosei
- Phyllanthus chantrieri
- Phyllanthus chekiangensis
- Phyllanthus cherrieri
- Phyllanthus chevalieri
- Phyllanthus chiapensis
- Phyllanthus chimantae
- Phyllanthus choretroides
- Phyllanthus christophersenii
- Phyllanthus chrysanthus
- Phyllanthus chryseus
- Phyllanthus ciccoides
- Phyllanthus cinctus
- Phyllanthus cinereus
- Phyllanthus cladanthus
- Phyllanthus cladotrichus
- Phyllanthus clamboides
- Phyllanthus clarkei
- Phyllanthus claussenii
- Phyllanthus cleistanthoides
- Phyllanthus coalcomanensis
- Phyllanthus coccineus
- Phyllanthus cochinchinensis
- Phyllanthus cocumbiensis
- Phyllanthus collinsiae
- Phyllanthus collinum-misuku
- Phyllanthus collinus
- Phyllanthus columnaris
- Phyllanthus coluteoides
- Phyllanthus comitus
- Phyllanthus comorensis
- Phyllanthus comosus
- Phyllanthus compressus
- Phyllanthus comptonii
- Phyllanthus comptus
- Phyllanthus concolor
- Phyllanthus confusus
- Phyllanthus conjugatus
- Phyllanthus consanguineus
- Phyllanthus cordatulus
- Phyllanthus cordatus
- Phyllanthus coriaceus
- Phyllanthus cornutus
- Phyllanthus coursii
- Phyllanthus craibii
- Phyllanthus crassinervius
- Phyllanthus cristalensis
- Phyllanthus cryptophilus
- Phyllanthus cuatrecasanus
- Phyllanthus cuneifolius
- Phyllanthus cunenensis
- Phyllanthus curranii
- Phyllanthus cuscutiflorus
- Phyllanthus cuspidatus
- Phyllanthus cyrtophylloides
- Phyllanthus cyrtophyllus
- Phyllanthus cyrtostylus
- Phyllanthus daclacensis
- Phyllanthus dallachyanus
- Phyllanthus daltonii
- Phyllanthus dasystylus
- Phyllanthus dawsonii
- Phyllanthus dealbatus
- Phyllanthus debilis
- Phyllanthus deciduiramus
- Phyllanthus dekindtianus
- Phyllanthus delagoensis
- Phyllanthus denticulatus
- Phyllanthus deplanchei
- Phyllanthus dewildeanus
- Phyllanthus dewildeorum
- Phyllanthus dictyophlebsis
- Phyllanthus dictyospermus
- Phyllanthus dimorphus
- Phyllanthus dinklagei
- Phyllanthus dinteri
- Phyllanthus discolaciniatus
- Phyllanthus discolor
- Phyllanthus distichus
- Phyllanthus dongmoensis
- Phyllanthus dorotheae
- Phyllanthus dracunculoides
- Phyllanthus duidae
- Phyllanthus dumbeaensis
- Phyllanthus dumetosus
- Phyllanthus dumosus
- Phyllanthus dunnianus
- Phyllanthus dusenii
- Phyllanthus dzumacensis
- Phyllanthus echinospermus
- Phyllanthus edmundoi
- Phyllanthus effusus
- Phyllanthus ekmanii
- Phyllanthus elegans
- Phyllanthus eliae
- Phyllanthus elsiae
- Phyllanthus emarginatus
- Phyllanthus embergeri
- Phyllanthus emblica
- Phyllanthus engleri
- Phyllanthus epiphyllanthus
- Phyllanthus epiphylliferens
- Phyllanthus ericoides
- Phyllanthus eriocarpus
- Phyllanthus erwinii
- Phyllanthus erythrotrichus
- Phyllanthus eurisladro
- Phyllanthus euryoides
- Phyllanthus eutaxioides
- Phyllanthus evanescens
- Phyllanthus everettii
- Phyllanthus evrardii
- Phyllanthus excisus
- Phyllanthus exilis
- Phyllanthus eximius
- Phyllanthus fadyenii
- Phyllanthus faguetii
- Phyllanthus fallax
- Phyllanthus fangchengensis
- Phyllanthus fastigiatus
- Phyllanthus favieri
- Phyllanthus felicis
- Phyllanthus ferdinandii
- Phyllanthus filicifolius
- Phyllanthus fimbriatitepalus
- Phyllanthus fimbriatus
- Phyllanthus fimbricalyx
- Phyllanthus finschii
- Phyllanthus fischeri
- Phyllanthus flagellaris
- Phyllanthus flagelliformis
- Phyllanthus flavidus
- Phyllanthus flaviflorus
- Phyllanthus flexuosus
- Phyllanthus florencei
- Phyllanthus fluitans
- Phyllanthus fluminis-athi
- Phyllanthus fluminis-sabi
- Phyllanthus fluminis-zambesi
- Phyllanthus formosus
- Phyllanthus forrestii
- Phyllanthus fotii
- Phyllanthus fractiflexus
- Phyllanthus fraguensis
- Phyllanthus franchetianus
- Phyllanthus francii
- Phyllanthus fraternus
- Phyllanthus frazieri
- Phyllanthus friesii
- Phyllanthus frodinii
- Phyllanthus fuernrohrii
- Phyllanthus fuertesii
- Phyllanthus fulvirameus
- Phyllanthus fuscoluridus
- Phyllanthus gabonensis
- Phyllanthus gageanus
- Phyllanthus gagnioevae
- Phyllanthus galeottianus
- Phyllanthus gaudichaudii
- Phyllanthus geayi
- Phyllanthus geniculatostemon
- Phyllanthus gentryi
- Phyllanthus geoffrayi
- Phyllanthus gigantifolius
- Phyllanthus gillespiei
- Phyllanthus gillettianus
- Phyllanthus gjellerupi
- Phyllanthus glabrescens
- Phyllanthus gladiatus
- Phyllanthus glaucinus
- Phyllanthus glaucophyllus
- Phyllanthus glaziovii
- Phyllanthus glochidioides
- Phyllanthus glomerulatus
- Phyllanthus gneissicus
- Phyllanthus goianensis
- Phyllanthus golonensis
- Phyllanthus gomphocarpus
- Phyllanthus gongyloides
- Phyllanthus goniostemon
- Phyllanthus gossweileri
- Phyllanthus goudotianus
- Phyllanthus gracilentus
- Phyllanthus gracilipes
- Phyllanthus gradyi
- Phyllanthus graminicola
- Phyllanthus grandifolius
- Phyllanthus grantii
- Phyllanthus graveolens
- Phyllanthus grayanus
- Phyllanthus greenei
- Phyllanthus guangdongensis
- Phyllanthus guanxiensis
- Phyllanthus guillauminii
- Phyllanthus gunnii
- Phyllanthus gypsicola
- Phyllanthus hainanensis
- Phyllanthus hakgalensis
- Phyllanthus harmandii
- Phyllanthus harrimanii
- Phyllanthus harrisii
- Phyllanthus hasskarlianus
- Phyllanthus helenae
- Phyllanthus helferi
- Phyllanthus heliotropus
- Phyllanthus heteradenius
- Phyllanthus heterodoxus
- Phyllanthus heterophyllus
- Phyllanthus heterotrichus
- Phyllanthus hexadactylus
- Phyllanthus heyneanus
- Phyllanthus hildebrandtii
- Phyllanthus hirtellus
- Phyllanthus hivaoaensis
- Phyllanthus hodjelensis
- Phyllanthus hohenackeri
- Phyllanthus holostylus
- Phyllanthus hortensis
- Phyllanthus hosokawae
- Phyllanthus houailouensis
- Phyllanthus huahineensis
- Phyllanthus huallagensis
- Phyllanthus huberi
- Phyllanthus humbertianus
- Phyllanthus humbertii
- Phyllanthus humpatanus
- Phyllanthus hutchinsonianus
- Phyllanthus hypoleucus
- Phyllanthus hypospodius
- Phyllanthus hyssopifolioides
- Phyllanthus ibonensis
- Phyllanthus imbricatus
- Phyllanthus incrustatus
- Phyllanthus incurvus
- Phyllanthus indigoferoides
- Phyllanthus indofischeri
- Phyllanthus inflatus
- Phyllanthus insignis
- Phyllanthus insulae-japen
- Phyllanthus insulanus
- Phyllanthus insulensis
- Phyllanthus inusitatus
- Phyllanthus involutus
- Phyllanthus iratsiensis
- Phyllanthus irriguus
- Phyllanthus isomonensis
- Phyllanthus itatiaiensis
- Phyllanthus ivohibeus
- Phyllanthus jablonskianus
- Phyllanthus jaegeri
- Phyllanthus jaffrei
- Phyllanthus jarawae
- Phyllanthus jauaensis
- Phyllanthus jaubertii
- Phyllanthus juglandifolius
- Phyllanthus junceus
- Phyllanthus kaessneri
- Phyllanthus kampotensis
- Phyllanthus kanalensis
- Phyllanthus kanehirae
- Phyllanthus karibibensis
- Phyllanthus karnaticus
- Phyllanthus kelleanus
- Phyllanthus kerrii
- Phyllanthus kerstingii
- Phyllanthus keyensis
- Phyllanthus khasicus
- Phyllanthus kidna
- Phyllanthus kinabaluicus
- Phyllanthus kivuensis
- Phyllanthus klotzschianus
- Phyllanthus koghiensis
- Phyllanthus koniamboensis
- Phyllanthus korthalsii
- Phyllanthus kostermansii
- Phyllanthus kouaouaensis
- Phyllanthus koumacensis
- Phyllanthus kozhikodianus
- Phyllanthus lacerosus
- Phyllanthus laciniatus
- Phyllanthus lacunarius
- Phyllanthus lacunellus
- Phyllanthus lamprophyllus
- Phyllanthus lanceifolius
- Phyllanthus lanceilimbus
- Phyllanthus lanceolarius
- Phyllanthus lanceolatus
- Phyllanthus lancisepalus
- Phyllanthus lasiogynus
- Phyllanthus latifolius
- Phyllanthus lativenius
- Phyllanthus lawii
- Phyllanthus laxiflorus
- Phyllanthus lebrunii
- Phyllanthus lediformis
- Phyllanthus leonardianus
- Phyllanthus leptocaulos
- Phyllanthus leptoclados
- Phyllanthus leptoneurus
- Phyllanthus leptophyllus
- Phyllanthus leschenaultii
- Phyllanthus letestui
- Phyllanthus letouzeyanus
- Phyllanthus leucanthus
- Phyllanthus leucocalyx
- Phyllanthus leucochlamys
- Phyllanthus leucogynus
- Phyllanthus leucosepalus
- Phyllanthus leytensis
- Phyllanthus lichenisilvae
- Phyllanthus liebmannianus
- Phyllanthus liesneri
- Phyllanthus ligustrifolius
- Phyllanthus lii
- Phyllanthus limmuensis
- Phyllanthus lindbergii
- Phyllanthus lindenianus
- Phyllanthus lingulatus
- Phyllanthus littoralis
- Phyllanthus liukiuensis
- Phyllanthus loandensis
- Phyllanthus lobocarpus
- Phyllanthus lokohensis
- Phyllanthus longfieldiae
- Phyllanthus longipedicellatus
- Phyllanthus longiramosus
- Phyllanthus longistylus
- Phyllanthus loranthoides
- Phyllanthus lucidus
- Phyllanthus luciliae
- Phyllanthus lunifolius
- Phyllanthus lutescens
- Phyllanthus macgregorii
- Phyllanthus macphersonii
- Phyllanthus macraei
- Phyllanthus macranthus
- Phyllanthus macrocalyx
- Phyllanthus macrochorion
- Phyllanthus macrophyllus
- Phyllanthus macrosepalus
- Phyllanthus madagascariensis
- Phyllanthus madeirensis
- Phyllanthus maderaspatensis
- Phyllanthus maestrensis
- Phyllanthus mafingensis
- Phyllanthus magdemeanus
- Phyllanthus magnificens
- Phyllanthus maguirei
- Phyllanthus mahengeaensis
- Phyllanthus major
- Phyllanthus makitae
- Phyllanthus maleolens
- Phyllanthus mananarensis
- Phyllanthus manausensis
- Phyllanthus mandjeliaensis
- Phyllanthus mangenotii
- Phyllanthus manicaensis
- Phyllanthus mannianus
- Phyllanthus manono
- Phyllanthus marchionicus
- Phyllanthus margaretae
- Phyllanthus mariannensis
- Phyllanthus marianus
- Phyllanthus maritimus
- Phyllanthus marojejiensis
- Phyllanthus martii
- Phyllanthus martini
- Phyllanthus matitanensis
- Phyllanthus mckenziei
- Phyllanthus mcvaughii
- Phyllanthus megacarpus
- Phyllanthus megalanthus
- Phyllanthus megapodus
- Phyllanthus meghalayensis
- Phyllanthus melleri
- Phyllanthus melvilleorum
- Phyllanthus memaoyaensis
- Phyllanthus mendesii
- Phyllanthus mendoncae
- Phyllanthus meridensis
- Phyllanthus merinthopodus
- Phyllanthus meuieensis
- Phyllanthus meyerianus
- Phyllanthus mickelii
- Phyllanthus micranthus
- Phyllanthus microcarpus
- Phyllanthus microcladus
- Phyllanthus microdendron
- Phyllanthus microdictyus
- Phyllanthus micromeris
- Phyllanthus microphyllinus
- Phyllanthus microphyllus
- Phyllanthus mieschii
- Phyllanthus millei
- Phyllanthus mimicus
- Phyllanthus mimosoides
- Phyllanthus minahassae
- Phyllanthus minarum
- Phyllanthus mindorensis
- Phyllanthus mindouliensis
- Phyllanthus minutifolius
- Phyllanthus minutulus
- Phyllanthus mirabilis
- Phyllanthus mirificus
- Phyllanthus mitchellii
- Phyllanthus mittenianus
- Phyllanthus mkurirae
- Phyllanthus mocinoanus
- Phyllanthus mocotensis
- Phyllanthus moeroensis
- Phyllanthus moi
- Phyllanthus mollis
- Phyllanthus monroviae
- Phyllanthus montanus
- Phyllanthus montis-fontium
- Phyllanthus montrouzieri
- Phyllanthus mooneyi
- Phyllanthus moonii
- Phyllanthus moorei
- Phyllanthus moramangicus
- Phyllanthus moratii
- Phyllanthus mouensis
- Phyllanthus mozambicensis
- Phyllanthus muellerianus
- Phyllanthus mukerjeeanus
- Phyllanthus multiflorus
- Phyllanthus multilobus
- Phyllanthus multilocularis
- Phyllanthus muriculatus
- Phyllanthus muscosus
- Phyllanthus mutisianus
- Phyllanthus myrianthus
- Phyllanthus myriophyllus
- Phyllanthus myrsinites
- Phyllanthus myrtaceus
- Phyllanthus myrtifolius
- Phyllanthus myrtilloides
- Phyllanthus nadeaudii
- Phyllanthus nanellus
- Phyllanthus narayanswamii
- Phyllanthus natoensis
- Phyllanthus ndikinimekianus
- Phyllanthus neblinae
- Phyllanthus nemoralis
- Phyllanthus neoleonensis
- Phyllanthus nhatrangensis
- Phyllanthus nigericus
- Phyllanthus nigrescens
- Phyllanthus niinamii
- Phyllanthus ningaensis
- Phyllanthus niruri
- Phyllanthus niruroides
- Phyllanthus nitens
- Phyllanthus nitidulus
- Phyllanthus nothisii
- Phyllanthus novae-hollandiae
- Phyllanthus nozeranianus
- Phyllanthus nubigenus
- Phyllanthus nummulariifolius
- Phyllanthus nummularioides
- Phyllanthus nutans
- Phyllanthus nyale
- Phyllanthus nyikae
- Phyllanthus oaxacanus
- Phyllanthus obdeltophyllus
- Phyllanthus obfalcatus
- Phyllanthus oblanceolatus
- Phyllanthus oblatus
- Phyllanthus oblongiglans
- Phyllanthus obscurus
- Phyllanthus obtusatus
- Phyllanthus occidentalis
- Phyllanthus octomerus
- Phyllanthus odontadenioides
- Phyllanthus odontadenius
- Phyllanthus oligospermus
- Phyllanthus oligotrichus
- Phyllanthus omahakensis
- Phyllanthus oppositifolius
- Phyllanthus orbicularifolius
- Phyllanthus orbicularis
- Phyllanthus orbiculatus
- Phyllanthus oreichtitus
- Phyllanthus oreophilus
- Phyllanthus orientalis
- Phyllanthus orinocensis
- Phyllanthus ornatus
- Phyllanthus orohenensis
- Phyllanthus otobedii
- Phyllanthus ouveanus
- Phyllanthus ovalifolius
- Phyllanthus ovatifolius
- Phyllanthus ovatus
- Phyllanthus oxycarpus
- Phyllanthus oxycoccifolius
- Phyllanthus oxyphyllus
- Phyllanthus pachyphyllus
- Phyllanthus pachystylus
- Phyllanthus pacificus
- Phyllanthus pacoensis
- Phyllanthus paezensis
- Phyllanthus palauensis
- Phyllanthus pallidus
- Phyllanthus panayensis
- Phyllanthus pancherianus
- Phyllanthus papenooensis
- Phyllanthus papuanus
- Phyllanthus paraguayensis
- Phyllanthus parainduratus
- Phyllanthus parangoyensis
- Phyllanthus paraqueensis
- Phyllanthus parvifolius
- Phyllanthus parvulus
- Phyllanthus parvus
- Phyllanthus paucitepalus
- Phyllanthus pavonianus
- Phyllanthus paxianus
- Phyllanthus paxii
- Phyllanthus pectinatus
- Phyllanthus peltatus
- Phyllanthus pendulus
- Phyllanthus peninsularis
- Phyllanthus pentandrus
- Phyllanthus pentaphyllus
- Phyllanthus pergracilis
- Phyllanthus perpusillus
- Phyllanthus perrieri
- Phyllanthus pervilleanus
- Phyllanthus petaloideus
- Phyllanthus petchikaraensis
- Phyllanthus petelotii
- Phyllanthus petenensis
- Phyllanthus petraeus
- Phyllanthus philippioides
- Phyllanthus phillyreifolius
- Phyllanthus phlebocarpus
- Phyllanthus phuquocensis
- Phyllanthus physocarpus
- Phyllanthus pierlotii
- Phyllanthus pileostigma
- Phyllanthus pilifer
- Phyllanthus pilosus
- Phyllanthus pindaiensis
- Phyllanthus pinifolius
- Phyllanthus pinjenensis
- Phyllanthus pinnatus
- Phyllanthus piranii
- Phyllanthus pireyi
- Phyllanthus pitcairnensis
- Phyllanthus platycalyx
- Phyllanthus podocarpus
- Phyllanthus poeppigianus
- Phyllanthus pohlianus
- Phyllanthus poilanei
- Phyllanthus poliborealis
- Phyllanthus polygonoides
- Phyllanthus polygynus
- Phyllanthus polyphyllus
- Phyllanthus polyspermus
- Phyllanthus pomiferus
- Phyllanthus ponapensis
- Phyllanthus popayanensis
- Phyllanthus poueboensis
- Phyllanthus poumensis
- Phyllanthus praelongipes
- Phyllanthus praetervisus
- Phyllanthus prainianus
- Phyllanthus procerus
- Phyllanthus proctoris
- Phyllanthus profusus
- Phyllanthus prominulatus
- Phyllanthus pronyensis
- Phyllanthus prostratus
- Phyllanthus prunifolius
- Phyllanthus pseudocarunculatus
- Phyllanthus pseudocicca
- Phyllanthus pseudoguyanensis
- Phyllanthus pseudoniruri
- Phyllanthus pseudonobilis
- Phyllanthus pseudoparvifolius
- Phyllanthus pseudotrichopodus
- Phyllanthus pterocladus
- Phyllanthus puberus
- Phyllanthus pulcher
- Phyllanthus pulcherrimus
- Phyllanthus pulchroides
- Phyllanthus pullenii
- Phyllanthus pulverulentus
- Phyllanthus pumilus
- Phyllanthus puncticulatus
- Phyllanthus puntii
- Phyllanthus purpureus
- Phyllanthus purpusii
- Phyllanthus pycnophyllus
- Phyllanthus quintuplinervis
- Phyllanthus racemigerus
- Phyllanthus raiateaensis
- Phyllanthus raivavensis
- Phyllanthus ramillosus
- Phyllanthus ramosii
- Phyllanthus ramosus
- Phyllanthus rangachariarii
- Phyllanthus rangoloakensis
- Phyllanthus rapaensis
- Phyllanthus raynalii
- Phyllanthus reinwardtii
- Phyllanthus reticulatus
- Phyllanthus retinervis
- Phyllanthus retroflexus
- Phyllanthus revaughanii
- Phyllanthus rhabdocarpus
- Phyllanthus rheedei
- Phyllanthus rheophilus
- Phyllanthus rheophyticus
- Phyllanthus rhizomatosus
- Phyllanthus rhodocladus
- Phyllanthus ridleyanus
- Phyllanthus riedelianus
- Phyllanthus rivae
- Phyllanthus robinsonii
- Phyllanthus robustus
- Phyllanthus roseus
- Phyllanthus rosmarinifolius
- Phyllanthus rosselensis
- Phyllanthus rotundifolius
- Phyllanthus rouxii
- Phyllanthus rozennae
- Phyllanthus ruber
- Phyllanthus rubescens
- Phyllanthus rubicundus
- Phyllanthus rubriflorus
- Phyllanthus rubristipulus
- Phyllanthus rufoglaucus
- Phyllanthus rupestris
- Phyllanthus rupicola
- Phyllanthus rupiinsularis
- Phyllanthus ruscifolius
- Phyllanthus saffordii
- Phyllanthus salesiae
- Phyllanthus salicifolius
- Phyllanthus salomonis
- Phyllanthus salviifolius
- Phyllanthus samarensis
- Phyllanthus sambiranensis
- Phyllanthus samoanus
- Phyllanthus sanjappae
- Phyllanthus sarasinii
- Phyllanthus sarothamnoides
- Phyllanthus sauropodoides
- Phyllanthus savannicola
- Phyllanthus saxosus
- Phyllanthus scaber
- Phyllanthus scabrifolius
- Phyllanthus schaulsii
- Phyllanthus schliebenii
- Phyllanthus scopulorum
- Phyllanthus securinegoides
- Phyllanthus seemannii
- Phyllanthus selbyi
- Phyllanthus sellowianus
- Phyllanthus semicordatus
- Phyllanthus senyavinianus
- Phyllanthus sepialis
- Phyllanthus serandii
- Phyllanthus sericeus
- Phyllanthus serpentinicola
- Phyllanthus serpentinus
- Phyllanthus sessilis
- Phyllanthus seyrigii
- Phyllanthus shabaensis
- Phyllanthus sibuyanensis
- Phyllanthus sikkimensis
- Phyllanthus similis
- Phyllanthus simplicicaulis
- Phyllanthus sincorensis
- Phyllanthus singalensis
- Phyllanthus singampattianus
- Phyllanthus skutchii
- Phyllanthus smithianus
- Phyllanthus societatis
- Phyllanthus somalensis
- Phyllanthus songboiensis
- Phyllanthus sootepensis
- Phyllanthus spartioides
- Phyllanthus sphaerogynus
- Phyllanthus spinosus
- Phyllanthus spirei
- Phyllanthus sponiifolius
- Phyllanthus spruceanus
- Phyllanthus squamifolius
- Phyllanthus st-johnii
- Phyllanthus standleyi
- Phyllanthus stellatus
- Phyllanthus stenophyllus
- Phyllanthus stipitatus
- Phyllanthus stipularis
- Phyllanthus stipulatus
- Phyllanthus striaticaulis
- Phyllanthus strobilaceus
- Phyllanthus stultitiae
- Phyllanthus stylosus
- Phyllanthus subapicalis
- Phyllanthus subcarnosus
- Phyllanthus subcrenulatus
- Phyllanthus subcuneatus
- Phyllanthus subemarginatus
- Phyllanthus sublanatus
- Phyllanthus submarginalis
- Phyllanthus submollis
- Phyllanthus subobscurus
- Phyllanthus subsessilis
- Phyllanthus suffrutescens
- Phyllanthus sulcatus
- Phyllanthus superbus
- Phyllanthus sylvincola
- Phyllanthus symphoricarpoides
- Phyllanthus tabularis
- Phyllanthus tagulae
- Phyllanthus taitensis
- Phyllanthus talbotii
- Phyllanthus tanaensis
- Phyllanthus tangoensis
- Phyllanthus tanzanianus
- Phyllanthus tanzaniensis
- Phyllanthus taxodiifolius
- Phyllanthus taylorianus
- Phyllanthus temehaniensis
- Phyllanthus tenellus
- Phyllanthus tener
- Phyllanthus tenuicaulis
- Phyllanthus tenuipedicellatus
- Phyllanthus tenuipes
- Phyllanthus tenuirhachis
- Phyllanthus tenuis
- Phyllanthus tepuicola
- Phyllanthus tequilensis
- Phyllanthus tessmannii
- Phyllanthus tetrandrus
- Phyllanthus thaii
- Phyllanthus thomsonii
- Phyllanthus thulinii
- Phyllanthus tiebaghiensis
- Phyllanthus tireliae
- Phyllanthus tixieri
- Phyllanthus torrentium
- Phyllanthus touranensis
- Phyllanthus triandrus
- Phyllanthus trichogynus
- Phyllanthus trichopodus
- Phyllanthus trichosporus
- Phyllanthus trichotepalus
- Phyllanthus triphlebius
- Phyllanthus tritepalus
- Phyllanthus trungii
- Phyllanthus tsarongensis
- Phyllanthus tsetserrae
- Phyllanthus tuamotuensis
- Phyllanthus tuerckheimii
- Phyllanthus tukuyuanus
- Phyllanthus tulearicus
- Phyllanthus udoricola
- Phyllanthus ukagurensis
- Phyllanthus umbratus
- Phyllanthus umbricola
- Phyllanthus unifoliatus
- Phyllanthus unioensis
- Phyllanthus upembaensis
- Phyllanthus urbanianus
- Phyllanthus urceolatus
- Phyllanthus urinaria
- Phyllanthus ussuriensis
- Phyllanthus utricularis
- Phyllanthus vacciniifolius
- Phyllanthus vakinankaratrae
- Phyllanthus valerioi
- Phyllanthus valleanus
- Phyllanthus vanderystii
- Phyllanthus varians
- Phyllanthus vatovaviensis
- Phyllanthus veillonii
- Phyllanthus velutinus
- Phyllanthus ventricosus
- Phyllanthus ventuarii
- Phyllanthus venustulus
- Phyllanthus vergens
- Phyllanthus verrucicaulis
- Phyllanthus vespertilio
- Phyllanthus vichadensis
- Phyllanthus villosus
- Phyllanthus vincentae
- Phyllanthus virgatus
- Phyllanthus virgulatus
- Phyllanthus virgultiramus
- Phyllanthus viridis
- Phyllanthus vitiensis
- Phyllanthus vitilevuensis
- Phyllanthus volkensii
- Phyllanthus vulcani
- Phyllanthus wallichianus
- Phyllanthus warburgii
- Phyllanthus warnockii
- Phyllanthus watsonii
- Phyllanthus websteri
- Phyllanthus websterianus
- Phyllanthus welwitschianus
- Phyllanthus wheeleri
- Phyllanthus wightianus
- Phyllanthus wilderi
- Phyllanthus wilkesianus
- Phyllanthus williamioides
- Phyllanthus wingfieldii
- Phyllanthus wittei
- Phyllanthus womersleyi
- Phyllanthus wrightii
- Phyllanthus xerocarpus
- Phyllanthus xiphophorus
- Phyllanthus xylorrhizus
- Phyllanthus yangambiensis
- Phyllanthus yaouhensis
- Phyllanthus youngii
- Phyllanthus yunnanensis
- Phyllanthus yvettae
- Phyllanthus zambicus
- Phyllanthus zanthoxyloides
- Phyllanthus zippelianus
- Phyllanthus zornioides